# Henry Seymour-Conway
Lord Henry Seymour-Conway (12. srpna 1719 – 9. července 1795) byl britský vojevůdce a státník ze šlechtického rodu Seymourů, mladší bratr 1. markýze z Hertfordu. Od osmnácti let sloužil v armádě, později se uplatnil i v politice. Po sedmileté válce byl ministrem vnitra a zahraničí, jako odpůrce války proti koloniím v severní Americe byl v dlouholeté opozici. V letech 1782–1783 byl krátce vrchním velitelem britské armády a v roce 1793 získal hodnost polního maršála.

## Životopis
Pocházel z vedlejší linie vévodů ze Somersetu, narodil se jako mladší syn Francise Seymoura, 1. barona Conwaye (1679–1731), který již v roce 1699 přijal jméno Seymour-Conway, po matce Charlotte Shorter byl synovcem dlouholetého premiéra Roberta Walpola. V armádě sloužil od roku 1737, s podporou bratrova tchána 3. vévody z Graftonu vstoupil do politiky a v letech 1741–1761 byl členem Dolní sněmovny, zároveň v letech 1741–1768 i poslancem irského parlamentu (v irském hrabství Ulster měla rodina statky). Za války o rakouské dědictví se stal podplukovníkem (1742), po boku vévody z Cumberlandu se zúčastnil bitvy u Fontenoy (1745), poté bojoval proti poslední jakobitské vzpouře ve Skotsku v bitvě u Cullodenu (1746). Po návratu na kontinent byl krátce ve francouzském zajetí (1747), po skončení války o rakouské dědictví sloužil na ostrově Menorca.
V roce 1755 byl povýšen na generálmajora a téhož roku byl překvapivě jmenován do funkce státního sekretáře pro Irsko (1755–1757), poté byl v letech 1757–1764 lordem komořím Jiřího II. a Jiřího III. Počátku sedmileté války se zúčastnil jako nepříliš úspěšný vojevůdce a upadl v nemilost Jiřího II., v roce 1759 byl nicméně povýšen na generálporučíka. Po nástupu Jiřího III. byl znovu povolán do aktivní služby a po boku markýze z Granby se zúčastnil bojů v Německu, po uzavření míru měl dohled nad odchodem britské armády z evropského kontinentu.

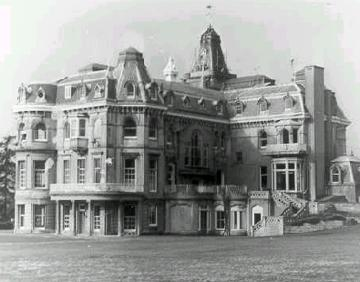
Zámek Park Place (Berkshire), sídlo Henryho Seymour-Conwaye od roku 1752

Po sedmileté válce byl postupně státním sekretářem vnitra (1765–1766) a zahraničí (1766–1768), od roku 1765 byl též členem Tajné rady a zároveň mluvčím vlády v Dolní sněmovně. V těchto funkcích prosazoval umírněný postup proti koloniím v severní Americe, zasadil se o zrušení kolkového zákona a proslul jako odpůrce tehdy vlivného ministra financí Charlese Townshenda. Po rezignaci na post ministra zahraničí v lednu 1768 zůstal ve vládě jako náměstek generálního polního zbrojmistra (1767–1772). V roce 1772 byl povýšen na generála a v letech 1772–1795 byl guvernérem na ostrově Jersey. Po krátké přestávce bez poslaneckého mandátu byl od roku 1775 znovu členem Dolní sněmovny, kde patřil k předním kritikům války proti americkým koloniím a byl jedním ze strůjců pádu Northovy vlády (1782). V následujícím kabinetu markýze z Rockinghamu získal post vrchního velitele britské armády (1782–1783). Po odchodu z vlády i parlamentu odešel do soukromí. V roce 1793 byl povýšen na polního maršála. Poté, co byl jeho starší bratr povýšen na markýze z Hertfordu (1793), užíval titul lorda. Jeho sídlem byl zámek Park (Berkshire), který koupil v roce 1752 a realizoval zde četné stavební úpravy.
V roce 1747 se oženil s Caroline Campbell (1721–1803), dcerou 4. vévody z Argyllu a vdovou po 4. hraběti z Elginu. Jejich jediná dcera Anne (1748–1828) se věnovala sochařství a provdala se za poslance Johna Damera (1744–1776) z rodiny pozdějších hrabat z Dorchesteru.